# Абдалла, Кельян
Келья́н Икра́м Абдалла́ (фр. Keyliane Hikram Abdallah; род. 2006, Кани-Кели) — французский футболист, нападающий клуба «Олимпик Марсель».

## Биография
Абдалла вырос в деревне на юге Майотты. Он начал играть в футбол в возрасте четырёх лет. Будучи молодым игроком, Абдалла присоединился к молодёжной академии команды Майотты AJ Кани-Кели. В 2013 году он присоединился к молодёжной академии команды Реюньона «Ла Тампоннез». В 2021 году, присоединился к молодёжной академии клуба «Олимпик Марсель» из Лиги 1. Помог клубу выиграть лигу. Его считали одним из самых важных игроков.
За первую команду дебютировал в ничейном (2:2) гостевом поединке Лиги 1 против «Тулузы», выйдя на замену вместо Жана Онана.